# Over You (canção de Girlicious)
"Over You" é o primeiro single do segundo álbum do grupo de pop americano Girlicious. É aprimeira canção a não ter a participação de Tiffanie Anderson no grupo. Foi gravado em 2009 e sua prévia foi lançada no MySpace das Girlicious.

## Informações
Recentemente, Natalie Mejia e Chrystina Sayers contaram em seus respectivos Twitters que elas estão ocupadas fazendo ensaios fotográficos para o próximo álbum, que neste momento está em pós-produção e finalização de fase. Além disso, Natalie disse que possivelmente seria lançado uma prévia do novo single antes do final de Dezembro de 2009. No dia 17, Chrystina disse que essa prévia seria lançada ainda esta semana.
O single se chama "Over You" e está disponível, desde 18 de Dezembro, uma prévia no MySpace oficial do grupo. O novo single está disponível para download a partir do dia 5 de Janeiro de 2010. Robin Antin disse que o single será lançado no Canadá em 18 de Dezembro de 2009.

## Desempenho
"Over You" alcançou o 101° lugar na parada canadense de R&B do iTunes e, em menos de 24 horas após seu lançamento, saltou de 101° para a 24°. O single também fez uma estréia no Canadian Hot 100, onde alançou a 52° posição. Além disso, Over You estreou na 46° e passou para 38° posição da Billboard Top 40 Airplay.